# Garden City (Alabama)
Garden City ist eine Town im Bundesstaat Alabama in den Vereinigten Staaten, die teilweise im Cullman County und teilweise im Blount County liegt. Das U.S. Census Bureau hat bei der Volkszählung 2020 eine Einwohnerzahl von 528 ermittelt.

## Geographie
Garden City liegt im Norden Alabamas im Südosten der Vereinigten Staaten.
Nahegelegene Orte sind unter anderem Hanceville (unmittelbar nördlich), Bangor (2 km nördlich), Nectar (8 km südöstlich), Good Hope (9 km nordwestlich), Dodge City (10 km westlich) und Blountsville (13 km östlich). Die nächste größere Stadt ist mit 212.000 Einwohnern das etwa 37 Kilometer südlich entfernt gelegene Birmingham.

## Geschichte
Der Ort wurde 1873 von Johann Cullman, dem Namensgeber des Cullman Countys, gegründet. Seinen Namen erhielt er aufgrund der üppigen Vegetation sowie aus Marketinggründen, um Siedler anzulocken. 1878 zogen Familien aus Chicago hierher, die während des Großen Brands von Chicago ihren Besitz und Grund verloren hatten.
Der Ort wurde 1878 zunächst ins Blount County eingemeindet, wurde 1901 aber dem Cullman County zugeteilt, da die Grenzen neu gezogen wurden. Da diese Eingemeindung jedoch fehlerhaft verlief, gehörte Garden City ab 1950 wieder zum Blount County.
1881 erhielt Garden City ein Postamt, 1885 eine Kirche und 1886 eine Schule. 1901 und 1934 wurden jeweils neue, größere Schulgebäude errichtet. 

## Verkehr
Die Stadt wird vom U.S. Highway 31 durchzogen, der über mehr als 2000 km von Alabama bis nach Michigan im Norden der USA führt. Etwa 10 km westlich verläuft der Interstate 65, über Birmingham besteht außerdem Anschluss an den Interstate 20, den Interstate 22, den Interstate 59 sowie den Interstate 459.
Etwa 47 Kilometer südwestlich befindet sich der Birmingham-Shuttlesworth International Airport.

## Demographie
Die Volkszählung 2000 ergab eine Einwohnerzahl von 564, verteilt auf 238 Haushalte und 162 Familien. Die Bevölkerungsdichte lag bei 96 Menschen pro Quadratkilometer. 99,3 % der Bevölkerung waren Weiße, 0,5 % entstammten einer anderen Ethnizität, 0,2 % hatten zwei oder mehr Ethnizitäten, 0,9 % waren Hispanics oder Lateinamerikaner jedweder Ethnizität. Auf 100 Frauen kamen 99 Männer. Das Durchschnittsalter lag bei 38 Jahren, das Pro-Kopf-Einkommen betrug 13.793 US-Dollar, womit 10,7 % der Bevölkerung unterhalb der Armutsgrenze lebten.
Bis zur Volkszählung 2010 sank die Einwohnerzahl auf 492, zur Volkszählung 2020 stieg sie wieder auf 528.